# サバンナオオトカゲ
サバンナオオトカゲ（学名：Varanus exanthematicus）は、オオトカゲ科オオトカゲ属に分類されるトカゲ。英名から「サバンナモニター」とも呼ばれる。
とても飼育が安易であり、性格は大人しい個体が多い。

## 分布
ウガンダ、エチオピア南西部、ガーナ、ガボン、ガンビア、ギニア、ギニアビサウ、ケニア北西部、コートジボワール、コンゴ共和国北部、コンゴ民主共和国北部、シエラレオネ、赤道ギニア、セネガル、スーダン南部、チャド南部、中央アフリカ共和国、トーゴ、ナイジェリア、ニジェール南部、ブルキナファソ、ベナン、モーリタニア南部、マリ共和国南部、リベリア

## 形態
最大で全長120cmとアフリカ大陸に分布するオオトカゲの構成種では最小種。胴体中央部の列になった背面の鱗の数（体列鱗数）は95以下。後頭部から背にかけて並ぶ鱗も大型になる個体が多い。鼻孔から眼、耳孔にかけての隆起が顕著。体色は個体によって変異があり、大小の斑点や不鮮明な眼状の斑紋が入る個体もいる。飼育下では80cm程度で成長が止まることも多い。

## 分類
同亜属のノドジロオオトカゲと誤って研究されていたため、本種の生態は詳しくはわかっていない。

## 生態
和名や英名の通りサバンナに生息する。主に雨季に活動し、乾季になると地面に空いた穴や他の動物の巣穴、シロアリの古い蟻塚などで休眠する。
食性は動物食で、昆虫、多足類、サソリ、陸棲の貝類などを食べる。
繁殖形態は卵生。地中やシロアリの蟻塚などに卵を産む。

## 人間との関係
比較的安価なためペットとして飼育されることもあり、日本にも輸入されている。主にガーナやトーゴから野生個体の卵を採集し、飼育下で孵化させた個体が流通する。主に底面積を重視した大型のケージで飼育される。乾季には休眠するため、高栄養のマウスやラットを餌として大量に与えると肥満することが多く、内臓疾患を引き起こすことがある。そのため、給餌量をある程度制限したり、餌の1つとしてヒヨコやハツ、ササミなどの低脂肪の餌に爬虫類用の栄養剤を添付して与える必要がある。